# Halo (automovilismo)

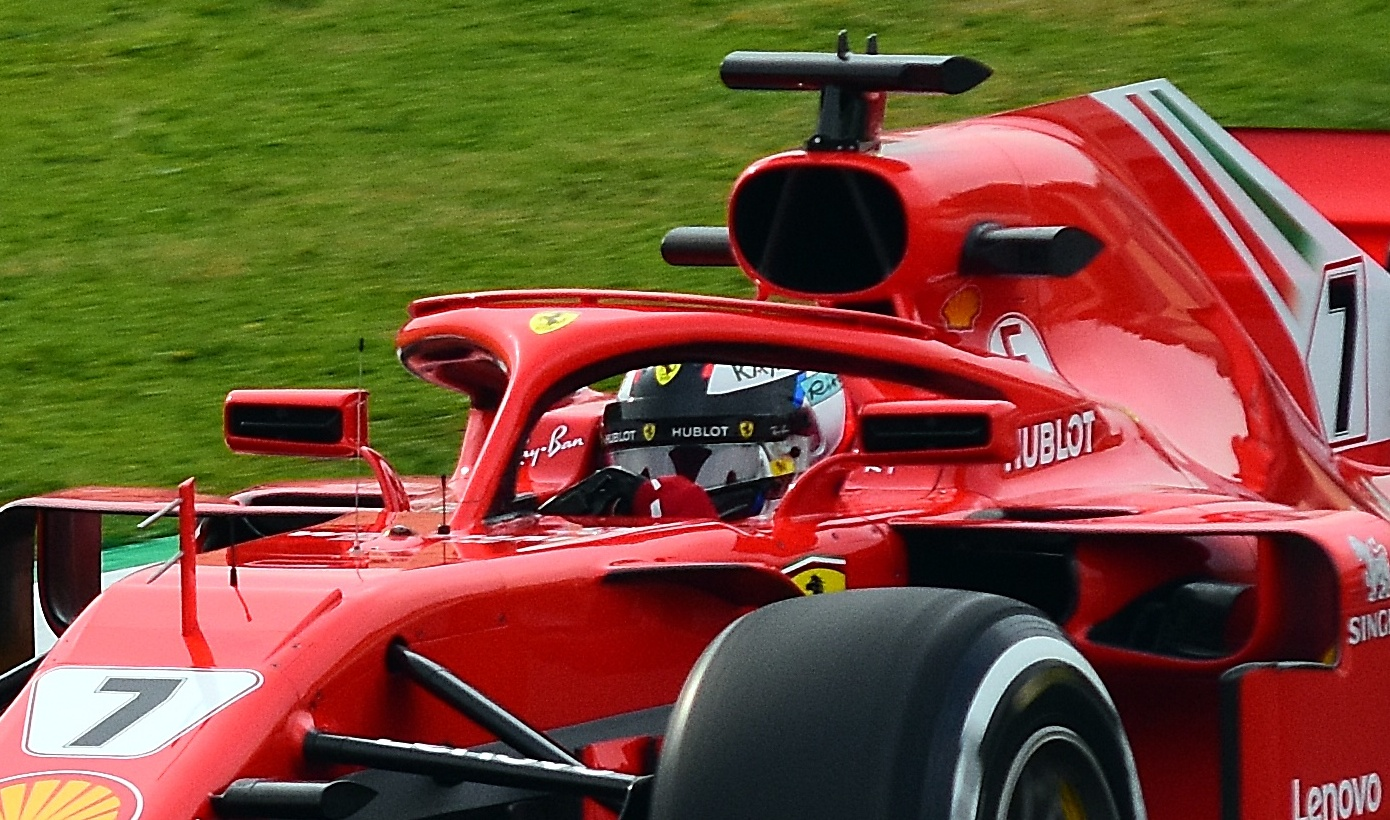
Halo del Ferrari SF71H en la pretemporada 2018 de Fórmula 1.

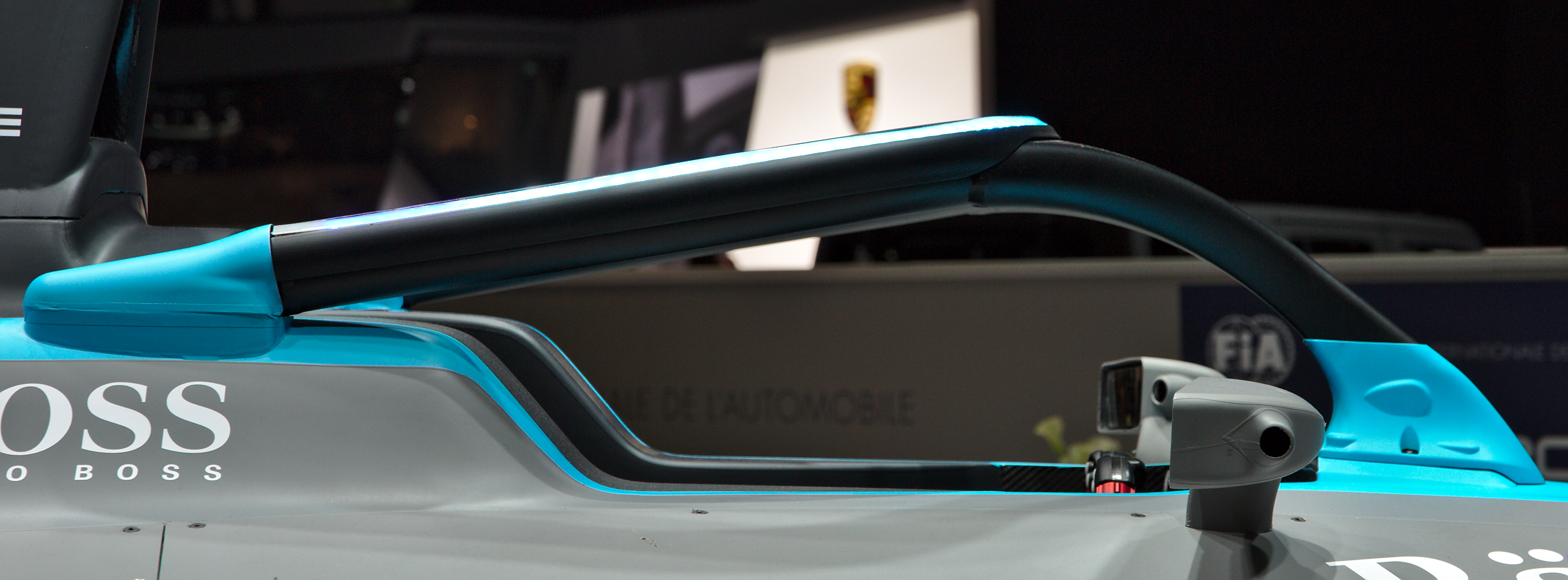
Halo del monoplaza de Fórmula E.

El halo es un sistema de seguridad utilizado en monoplazas de automovilismo que protege la cabina del piloto de golpes de objetos contundentes externos. Consiste en tres barras flexibles de titanio ubicadas delante y sobre la cabeza del conductor, que tiene un peso de 10 kilogramos.
Fue desarrollado por la Federación Internacional del Automóvil en conjunto con el equipo Mercedes del Campeonato Mundial de Fórmula 1, e introducido en 2018 para diferentes categorías de monoplazas de nivel internacional.

## Accidentes
El primer accidente donde el halo se vio involucrado fue en la tercera ronda del Campeonato de Fórmula 2, cuando Nirei Fukuzumi intentó sobrepasar a su compatriota Tadasuke Makino, perdió el control e impactó contra este otro. El monoplaza se elevó y golpeó la parte derecha del Halo. Ambos pilotos salieron por sus propios medios.
Meses más tarde, en la largada del Gran Premio de Bélgica de Fórmula 1, en Spa-Francorchamps, Nico Hülkenberg golpeó a Fernando Alonso, haciendo que este impactase la parte trasera del Sauber de Charles Leclerc. Esto provocó que el monoplaza del español se elevase y pasase por encima del monegasco. La parte baja del McLaren pasó cerca del halo, mientras que el neumático delantero derecho lo dañó en uno de sus lados. Luego de una investigación, la FIA concluyó que el halo salvó a Leclerc de un golpe en la visera de su casco.
Nuevamente en la Fórmula 2, el Halo protegió a los pilotos Jordan King y Sean Gelael de trozos de fibra de carbono de otro monoplaza en el mismo accidente que perdió la vida Anthoine Hubert.
Una semana después, el piloto de Campos en Fórmula 3, Alex Peroni, sufrió un despegue con su monoplaza de varios metros de altura tras chocar un reductor, y aterrizó sobre la barrera de protección. En este caso, el Halo habría salvado que la cabeza de Peroni golpease contra las propias barreras.
El 29 de noviembre de 2020, el francés Romain Grosjean, piloto de la escudería Haas en ese entonces, sufrió un grave accidente en la curva 3 del Gran Premio de Baréin de 2020, apenas transcurría la primera vuelta de la carrera, en el cual su monoplaza atravesó el guardarraíl y se incendió. El propio piloto reconoció que el Halo le salvó la vida. Sin aún la FIA haber estudiado el accidente, el análisis posterior de las imágenes y recreaciones del accidente en animaciones 3D, mostraron que el Halo permitió abrir las barreras por donde atravesó el monoplaza, permitiendo que estas no impactaran de manera directa en la cabeza de Grosjean.
En 2021, durante el Gran Premio de Italia, el Halo fue protagonista durante el accidente entre Max Verstappen y Lewis Hamilton. En la curva 2 de la vuelta 26, Verstappen intentó adelantar al piloto británico quien recién venía de salir de los pits. Sin embargo, al intentar el adelantamiento en la curva, el monoplaza de Verstappen impactó con el de Hamilton y salió volando. El Halo cumplió su función y evitó que el Red Bull RB16B golpeara violentamente contra el casco de Hamilton.
El 3 de julio de 2022, durante la largada del Gran Premio de Gran Bretaña, el piloto Guanyu Zhou de la escudería Alfa Romeo volcó fuera de la pista pasando por la grava y pasó por en cima del muro de contención para finalmente impactar en el vallado alambrado. Ante la rotura de la barra antivuelco, el Halo evitó que la cabeza de Zhou recibiera un golpe de gravedad. Ese mismo día, en un accidente de Fórmula 2, el dispositivo resguardó la cabeza del piloto Roy Nissany. El 13 de agosto, durante el ePrix de Seúl de Fórmula E, el neerlandés Nyck de Vries colisionó con el piloto Sébastien Buemi e hizo que el monoplaza del suizo quedara por encima del suyo. El Halo evitó que el chasis de Buemi golpeara la cabeza de De Vries.

## Recepción inicial
El Halo causó rechazo y críticas por parte de equipos, pilotos y seguidores del deporte motor, cuando fue presentado. Se acusaba principalmente que afecta la visión, que dificulta la extracción del piloto en caso de accidente y que va en contra de la estética de ese tipo de vehículos.

## Alternativas
Como alternativa este sistema, el equipo Red Bull diseñó el aeroscreen, una cúpula que cubría la parte delantera del habitáculo, pero no pasó las pruebas de choque. Este concepto fue tomado por la IndyCar Series e introducido en 2020.
Tras el rechazo de muchos pilotos y equipos hacia el Halo, la FIA comenzó a desarrollar un parabrisas similar a la creación de Red Bull. Fue probado a mediados de 2017 y descartado rápidamente, ya que distorsionaba la visión del piloto.